# Chanéac

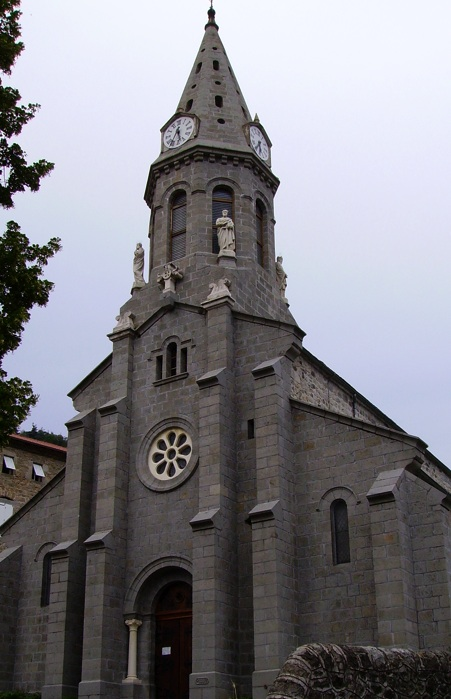
Kościół z XIX w. (2006)

Chanéac – miejscowość i gmina we Francji, w regionie Owernia-Rodan-Alpy, w departamencie Ardèche.
Według danych na rok 1990 gminę zamieszkiwały 243 osoby, a gęstość zaludnienia wynosiła 15 osób/km² (wśród 2880 gmin regionu Rodan-Alpy Chanéac plasuje się na 1385. miejscu pod względem liczby ludności, natomiast pod względem powierzchni na miejscu 701.).